# Амалфи
Ама̀лфи (на италиански: Amalfi) е град и община в западната част на Южна Италия.

## География
Амалфи е живописен морски курортен град в област (регион) Кампания на провинция Салерно. Разположен е на северния бряг на Салернския залив. На около 20 км в източна посока се намира провинциалният център Салерно. На около 50 км на северозапад е град Неапол. Непосредствено след Амалфи в източна посока е малкият живописен курортен град Атрани. Той е град от Амалфийското крайбрежие – обект от световното наследство на ЮНЕСКО. Населението на града е 5480 жители към 31 декември 2004 г.

## История
Според „Хроника Амалфитанум“ град Амалфи е основан от група римски патриции, които бягат от Рим в Константинопол поради варварски нападения, но претърпяват корабокрушение на брега близо до Рагуза. След като не успяват да стигнат до Изтока, тези римляни намират в непристъпното Амалфийско крайбрежие защитено място.
През 9 век Амалфи е морска република, а от 10 век - херцогство. Нейният морски кодекс е широко използван през Средновековието до XVI век. През 1131 г. градът е анексиран от краля на Сицилия Рожер II (1095 – 1154). В 1343 година приливна вълна разрушава пристанището на Амалфи.

## Архитектурни забележителности
- Катедралата, построена през IX век

## Икономика
Главни отрасли в икономиката на Амалфи са морският туризъм и риболовът.

## Събития
В Амалфи получава церебрален кръвоизлив италианският поет Салваторе Куазимодо. По-късно умира в болница в Неапол.

## Други
Градът се покровителства от Сант'Андреа Апостоло. Ежегодният празник на Амалфи е на 30 ноември.

## Личности
Родени
- Гаетано Афелтра (1915 – 2005), журналист и писател
- Антонио Тирабаси (1882 – 1947), музиколог

## Фотогалерия
- Изглед към Амалфи от изток на запад
- Централната част на Амалфи
- Изглед към Амалфи от запад на изток
- Паметник в центъра на Амалфи
- Централният плаж на Амалфи
- Крайбрежието, снимано от изток на запад
- Манастирът на Амалфи
- Катедралата в Амалфи